# Liste der denkmalgeschützten Objekte in Herzogenburg
Die Liste der denkmalgeschützten Objekte in Herzogenburg enthält die 54 denkmalgeschützten, unbeweglichen Objekte der niederösterreichischen Stadt Herzogenburg im Bezirk Sankt Pölten-Land.

## Denkmäler
| Foto |                 | Denkmal                                                                                            | Standort                                                        | Beschreibung | Metadaten |
| ---- | --------------- | -------------------------------------------------------------------------------------------------- | --------------------------------------------------------------- | --- | --- |
| ja   | Datei hochladen | Ehem. Johanneskirchen HERIS-ID: 33595 Objekt-ID: 31231                                             | Mauergasse 9, in der Nähe Standort KG: Angern                   | Anmerkung: Archäologisches Denkmal | BDA-Hist.: Q37952901 Status: § 57-Mandatsbescheid Stand der BDA-Liste: 2025-06-30 Name: Ehem. Johanneskirchen GstNr.: 41/1 |
| ja   | Datei hochladen | Bildstock HERIS-ID: 60915 Objekt-ID: 73300 marterl.at: 21294                                       | gegenüber von St. Andräer Ortsstraße 83 Standort KG: Angern     | Am östlichen Ortsrand von Angern steht auf einem neu errichteten Sockel ein etwa fünf Meter hoher, ziegelgemauerter barocker Pfeilerbildstock, das sogenannte Thurner-Kreuz. Der Bildstock besteht aus einem quadratischen Pfeilerschaft mit profiliertem Kragen und einem quaderförmigen Tabernakel mit vier rechteckigen Nischen. Drei der Nischen enthalten polychrome Blechbilder: vorne Johannes der Täufer, rechts der hl. Christophorus, links die hl. Ursula; die vierte Nische ist leer. Das Bauwerk trägt ein ziegelgedecktes Pyramidendach mit Doppelkreuz. Die Abbildung der hl. Ursula (Beschützerin in Kriegszeiten) legt die Deutung des Bildstocks als Erinnerung an die Türkenkriege nahe.                                                                          | BDA-Hist.: Q38093628 Status: § 2a Stand der BDA-Liste: 2025-06-30 Name: Bildstock GstNr.: 293/2 Wayside shrine, Angern |
| ja   | Datei hochladen | Ortskapelle HERIS-ID: 60899 Objekt-ID: 73282                                                       | bei Ederding 3 Standort KG: Ederding                            | Die Ortskapelle von Ederding ist mit 1860 bezeichnet. | BDA-Hist.: Q38093540 Status: § 2a Stand der BDA-Liste: 2025-06-30 Name: Ortskapelle GstNr.: .53 |
| ja   | Datei hochladen | Ortskapelle HERIS-ID: 60919 Objekt-ID: 73304                                                       | bei Einöder Ortsstraße 52 Standort KG: Einöd                    | Die Ortskapelle von Einöd ist ein schlichter Bau mit Pilastern, einem geschweiften Blendgiebel (bezeichnet mit 1844) und einem Giebelreiter mit Zwiebelhelm. Innen befindet sich eine Madonnenstatue aus der Zeit um 1500. | BDA-Hist.: Q38093650 Status: § 2a Stand der BDA-Liste: 2025-06-30 Name: Ortskapelle GstNr.: .44 |
| ja   | Datei hochladen | Flur-/Wegkapelle, Statterkreuz HERIS-ID: 60916 Objekt-ID: 73301 marterl.at: 11648                  | bei Schloßfeldgasse 1 Standort KG: Einöd                        | Das Statterkreuz ist eine Wegkapelle mit einer Rundbogenöffnung und einem Dreiecksgiebel, vermutlich vom Ende des 18. Jahrhunderts. | BDA-Hist.: Q38093639 Status: § 2a Stand der BDA-Liste: 2025-06-30 Name: Flur-/Wegkapelle, Statterkreuz GstNr.: 793/1 |
| ja   | Datei hochladen | Johanneskapelle HERIS-ID: 60921 Objekt-ID: 73306 marterl.at: 21470                                 | bei Gutenbrunn 29 Standort KG: Gutenbrunn                       | Die Johanneskapelle wurde 1775 anstelle der ehemaligen Hedwigskirche errichtet. Sie hat einen halbkreisförmigen Grundriss mit einer Rundbogenöffnung, der Giebel ist verbrettert. Die Statue des hl. Johannes Nepomuk ist mit 1726 bezeichnet und steht auf einem Sockel mit Inschrift und Relief. | BDA-Hist.: Q38093668 Status: § 2a Stand der BDA-Liste: 2025-06-30 Name: Johanneskapelle GstNr.: 823/1 Johanneskapelle, Gutenbrunn |
| BW   | Datei hochladen | Hausberg Gutenbrunn HERIS-ID: 34000 Objekt-ID: 31858                                               | Gutenbrunn 22, in der Nähe Standort KG: Gutenbrunn              | Der Hausberganlage liegt nördlich von Gutenbrunn auf dem Sporn der Hausleithen. Die Anlage ist zweigeteilt, mit einem östlich vorgelagerten Wall- und Grabensystem. | BDA-Hist.: Q37955493 Status: Bescheid Stand der BDA-Liste: 2025-06-30 Name: Hausberg Gutenbrunn GstNr.: 443/1 |
| ja   | Datei hochladen | Kath. Pfarrkirche Mariä Himmelfahrt HERIS-ID: 49881 Objekt-ID: 54184                               | Heiligenkreuz 1, bei Standort KG: Gutenbrunn                    | Die Pfarr- und Wallfahrtskirche Mariä Himmelfahrt in Gutenbrunn bei Herzogenburg wurde 1755 bis 1758 auf Veranlassung des Weihbischofs und Generalvikars von Wien und Passau, Anton Marxer, von dem Wiener Architekten und Hildebrandt-Schüler Johann Ohmeyer nach dem „Vorarlberger Münsterschema“ neben dem bereits bestehenden spätbarocken Schloss errichtet. Sie gilt als größte „Maulpertschkirche“ Österreichs. Um die in der Kirche aufgestellte Marienstatue, ein Fundstück vom Getreideboden des alten Schlosses in Gutenbrunn, entwickelte sich ein reges Wallfahrtswesen. Die Kirche bildet mit dem Schloss einen einheitlichen Baukörper, gehört aber der Pfarre, während das Schloss in Privatbesitz ist.                                                              | BDA-Hist.: Q38036686 Status: § 2a Stand der BDA-Liste: 2025-06-30 Name: Kath. Pfarrkirche Mariä Himmelfahrt GstNr.: .2 Maria Himmelfahrt, Heiligenkreuz, Gutenbrunn |
| ja   | Datei hochladen | Schloss Heiligenkreuz-Gutenbrunn HERIS-ID: 34048 Objekt-ID: 31954                                  | Heiligenkreuz 1 Standort KG: Gutenbrunn                         | Der Bau des ursprünglich als Kloster geplanten Schlosses wurde 1753 von Joseph Johann von Tepsern begonnen und wenig später von dem durch Zuwendungen von Maria Theresia und zwei Lotteriegewinne vermögend gewordenen Anton Marxer vollendet, der es zum Teil als Sommerresidenz nutze, die meisten Räume aber den Bischöfen von Passau als Alumnat zur Verfügung stellte. Von 1964 bis 2001 war hier das Niederösterreichische Barockmuseum untergebracht. Das Schloss bildet mit der 1758 vollendeten Kirche einen einheitlichen Baukörper, ist aber in Privatbesitz, während die Kirche der Pfarre gehört. | BDA-Hist.: Q37955740 Status: Bescheid Stand der BDA-Liste: 2025-06-30 Name: Schloss Heiligenkreuz-Gutenbrunn GstNr.: .1/1, .1/2 Schloss Heiligenkreuz, Gutenbrunn |
| ja   | Datei hochladen | ehem. Pfarrhof HERIS-ID: 46449 Objekt-ID: 48492                                                    | Heiligenkreuz 6 Standort KG: Gutenbrunn                         | Der ehemalige Pfarrhof ist ein zweigeschoßiger Bau unter Walmdach aus der Mitte des 18. Jahrhunderts. Die Fassaden sind mit Gesimsen und Lisenen gegliedert, innen hat er teilweise Stichkappentonnen und eine originale Wendeltreppe. | BDA-Hist.: Q38021689 Status: Bescheid Stand der BDA-Liste: 2025-06-30 Name: ehem. Pfarrhof GstNr.: .9 |
| ja   | Datei hochladen | Wohnhaus und ehem. Bürgerspital HERIS-ID: 49887 Objekt-ID: 54201                                   | Brandstätte 6 Standort KG: Herzogenburg                         | | BDA-Hist.: Q38036764 Status: § 2a Stand der BDA-Liste: 2025-06-30 Name: Wohnhaus und ehem. Bürgerspital GstNr.: .155/2 |
| ja   | Datei hochladen | Wohnhaus und ehem. Rathaus des Oberen Marktes mit Tormauer HERIS-ID: 60864 Objekt-ID: 73244        | Brandstätte 7 Standort KG: Herzogenburg                         | Das Haus war ab 1740 das Rathaus des Oberen Marktes. Es stammt im Kern aus dem 16. Jahrhundert und wurde 1739 vermutlich von Joseph Munggenast mit einer barocken Fassade versehen. Seit 1964 befindet sich im Erdgeschoß eine evangelische Kapelle. Das zweigeschoßige Gebäude hat ein hohes Walmdach und einen eingeschoßigen Turm mit Zwiebeldach, die Fassade zeigt Bänderung und Lisenengliederung. Über dem hochgezogenen Portalgiebel befindet sich eine Kartusche mit dem Marktwappen. Die Schallöffnungen des Turms haben Schabracken. | BDA-Hist.: Q38093332 Status: § 2a Stand der BDA-Liste: 2025-06-30 Name: Wohnhaus und ehem. Rathaus des Oberen Marktes mit Tormauer GstNr.: .155/1 Rathaus des Oberen Marktes, Herzogenburg |
| ja   | Datei hochladen | Wohnhaus HERIS-ID: 60865 Objekt-ID: 73247                                                          | Brandstätte 8 Standort KG: Herzogenburg                         | | BDA-Hist.: Q38093345 Status: § 2a Stand der BDA-Liste: 2025-06-30 Name: Wohnhaus GstNr.: .154 |
| ja   | Datei hochladen | Bildstock HERIS-ID: 60883 Objekt-ID: 73265                                                         | gegenüber Hainer Straße 15a Standort KG: Herzogenburg           | Der 1685 errichtete barocke Bildstock gegenüber Hainer Straße 15a wird als Türkenkreuz gedeutet. Sein achtseitiger Schaft geht oben über Zungen zu einer quadratischen Form über, darauf ruht auf einer ebenfalls quadratischen Kragenplatte ein Tabernakel, das an drei Seiten tiefe rechteckige Nischen mit Heiligenbildern hat (vorne: hl. Christophorus mit Jesuskind). Den Abschluss bildet über einer weiteren Kragenplatte ein ziegelgedecktes Pyramidendach, darauf ein einfaches Eisenkreuz mit Kleeblattenden. | BDA-Hist.: Q38093491 Status: § 2a Stand der BDA-Liste: 2025-06-30 Name: Bildstock GstNr.: 153/1, 1329/2 |
| ja   | Datei hochladen | Bürgerhaus HERIS-ID: 34053 Objekt-ID: 31962                                                        | Herrengasse 5 Standort KG: Herzogenburg                         | Das Bürgerhaus in der Herrengasse 5 ist am Torbogen mit der Jahreszahl 1557 bezeichnet. Von 1911 bis 1987 war hier das erste sesshafte Kino Niederösterreichs beheimatet. | BDA-Hist.: Q37955797 Status: Bescheid Stand der BDA-Liste: 2025-06-30 Name: Bürgerhaus GstNr.: .113 |
| ja   | Datei hochladen | Kriegergedenkkapelle und Friedhof HERIS-ID: 60876 Objekt-ID: 73258                                 | Johann Strauß-Gasse 9 Standort KG: Herzogenburg                 | Der Friedhof wurde um 1720 angelegt; aus der gleichen Zeit dürfte die Kreuzigungsgruppe in der Kriegergedenkkapelle stammen. Die jetzige Kapelle wurde nach 1751 errichtet und wird dem Matthias Munggenast zugeschrieben. | BDA-Hist.: Q38093466 Status: § 2a Stand der BDA-Liste: 2025-06-30 Name: Kriegergedenkkapelle und Friedhof GstNr.: .177, 758/2, 761/3 War memorial chapel and cemetery, Herzogenburg |
| ja   | Datei hochladen | Bildstock HERIS-ID: 60874 Objekt-ID: 73256 marterl.at: 10745                                       | bei Kalkofengasse 1 Standort KG: Herzogenburg                   | Der Pfeilerbildstock mit quadratischem Grundriss wurde in der zweiten Hälfte des 16. Jahrhunderts zum Gedenken an die Pestopfer errichtet. Er trägt ein Tabernakel mit vier Nischen, Ziegeldach und Doppelkreuz. Die im Ikonenstil gemalten Heiligenbilder in den Nischen sind Werke der Künstlerin Rudolfine Servus aus dem Jahr 1986. Die Jahreszahlen am Sockel (1656, 1892, 1927) werden als Hinweise auf Hochwasserereignisse gedeutet. | BDA-Hist.: Q38093453 Status: § 2a Stand der BDA-Liste: 2025-06-30 Name: Bildstock GstNr.: 198/68 Wayside shrine Prandtauerring, Herzogenburg |
| ja   | Datei hochladen | Ehem. Günther-Haus, ehem. Rathaus des Oberen Marktes HERIS-ID: 59066 Objekt-ID: 70032              | Kirchenplatz 2 Standort KG: Herzogenburg                        | In dem Haus am Kirchenplatz 2 war von 1607 bis 1739 das Rathaus des Oberen Marktes untergebracht. | BDA-Hist.: Q38085809 Status: Bescheid Stand der BDA-Liste: 2025-06-30 Name: Ehem. Günther-Haus, ehem. Rathaus des Oberen Marktes GstNr.: .132 |
| ja   | Datei hochladen | Bürgerhaus HERIS-ID: 34406 Objekt-ID: 32692                                                        | Kremser Straße 5 Standort KG: Herzogenburg                      | Das Haus hat eine lebendig gestaffelte, spätmittelalterliche Fassade mit zwei Flach-Erkern auf Konsolen, der eine drei-, der andere einachsig mit Spion, gemalte Ortsteine, Quaderung und einen ornamentalen Fries. 1989 renoviert. | BDA-Hist.: Q37957857 Status: Bescheid Stand der BDA-Liste: 2025-06-30 Name: Bürgerhaus GstNr.: 92/1 |
| ja   | Datei hochladen | Brunnen HERIS-ID: 60857 Objekt-ID: 73237                                                           | bei Kremser Straße 17 Standort KG: Herzogenburg                 | | BDA-Hist.: Q38093308 Status: § 2a Stand der BDA-Liste: 2025-06-30 Name: Brunnen GstNr.: 1332/14 |
| ja   | Datei hochladen | Altes Gsellshaus HERIS-ID: 49890 Objekt-ID: 54204                                                  | Kremser Straße 21 Standort KG: Herzogenburg                     | | BDA-Hist.: Q38036780 Status: § 2a Stand der BDA-Liste: 2025-06-30 Name: Altes Gsellshaus GstNr.: .152 |
| ja   | Datei hochladen | Bürgerhaus, sog. Schoberhaus HERIS-ID: 60863 Objekt-ID: 73243                                      | Kremser Straße 23 Standort KG: Herzogenburg                     | Das Bürgerhaus in der Kremser Straße 23 verfügt über eine Einfahrt aus dem Jahr 1540 und über sterngewölbte Räume. | BDA-Hist.: Q38093323 Status: § 2a Stand der BDA-Liste: 2025-06-30 Name: Bürgerhaus, sog. Schoberhaus GstNr.: .151/1 |
| ja   | Datei hochladen | Bürgerhaus HERIS-ID: 34055 Objekt-ID: 31964                                                        | Rathausplatz 4 Standort KG: Herzogenburg                        | | BDA-Hist.: Q37955810 Status: Bescheid Stand der BDA-Liste: 2025-06-30 Name: Bürgerhaus GstNr.: .84 |
| ja   | Datei hochladen | Bürgerhaus, Volksbank HERIS-ID: 34052 Objekt-ID: 31961                                             | Rathausplatz 6 Standort KG: Herzogenburg                        | Das aus dem 15. Jahrhundert stammende Bürgerhaus wurde 1974 von der Volksbank erworben und zusammen mit dem Nachbarhaus, Rathausplatz 7, als Geschäftsgebäude adaptiert. Der ehemalige Arkadenhof dient als Kassenraum und es gibt spätgotische Räume, die als Büros genutzt werden, während andere für Ausstellungen und Vernissagen zur Verfügung stehen. Eine Generalsanierung erfolgte 2007. | BDA-Hist.: Q37955783 Status: Bescheid Stand der BDA-Liste: 2025-06-30 Name: Bürgerhaus, Volksbank GstNr.: .86/2 |
| ja   | Datei hochladen | Bürgerhaus HERIS-ID: 34056 Objekt-ID: 31965                                                        | Rathausplatz 12 Standort KG: Herzogenburg                       | | BDA-Hist.: Q37955826 Status: Bescheid Stand der BDA-Liste: 2025-06-30 Name: Bürgerhaus GstNr.: .101 Rathausplatz 12, Herzogenburg |
| ja   | Datei hochladen | Bürgerhaus HERIS-ID: 34057 Objekt-ID: 31966                                                        | Rathausplatz 14 Standort KG: Herzogenburg                       | | BDA-Hist.: Q37955842 Status: Bescheid Stand der BDA-Liste: 2025-06-30 Name: Bürgerhaus GstNr.: .7 |
| ja   | Datei hochladen | Gasthaus „Altes Brauhaus“ HERIS-ID: 34058 Objekt-ID: 31967                                         | Rathausplatz 19 Standort KG: Herzogenburg                       | Das heutige Gasthaus wurde 1558 als Brauerei errichtet und bis 1882 als solche geführt. Ursprünglich im Renaissancestil gebaut, wurde es in der Mitte des 18. Jahrhunderts barockisiert. | BDA-Hist.: Q37955858 Status: Bescheid Stand der BDA-Liste: 2025-06-30 Name: Gasthaus „Altes Brauhaus“ GstNr.: 83/1 |
| ja   | Datei hochladen | Bürgerhaus HERIS-ID: 34059 Objekt-ID: 31968                                                        | Rathausplatz 21 Standort KG: Herzogenburg                       | | BDA-Hist.: Q37955872 Status: Bescheid Stand der BDA-Liste: 2025-06-30 Name: Bürgerhaus GstNr.: .74 |
| ja   | Datei hochladen | Ehem. Rathaus des Unteren Marktes HERIS-ID: 34060 Objekt-ID: 31969                                 | Rathausplatz 22 Standort KG: Herzogenburg                       | Das Renaissance-Haus am Rathausplatz 22 wurde 1550 erstmals urkundlich erwähnt. Es trägt das Wappen des Klosters Vornbach. 1687 wurde es „herrschaftliches Freihaus“ des Abtes dieses Klosters und damit das Rathaus des Unteren Marktes. Die barocke Fassade wurde in der ersten Hälfte des 18. Jahrhunderts geschaffen. 1806, nach der Vereinigung von Oberem und Unterem Markt, hatte die vereinigte Gemeindeverwaltung hier ihren Sitz, bis sie 1893 in ein neu errichtetes Gebäude umzog. Nach einiger Zeit in Privatbesitz erwarb die Gemeinde das Haus im Jahr 1995 wieder, ließ es renovieren und für Veranstaltungen wie Ausstellungen oder Konzerte adaptieren. | BDA-Hist.: Q37955887 Status: Bescheid Stand der BDA-Liste: 2025-06-30 Name: Ehem. Rathaus des Unteren Marktes GstNr.: .75/1 |
| ja   | Datei hochladen | Turnhalle HERIS-ID: 60871 Objekt-ID: 73253                                                         | Schillerring 16 Standort KG: Herzogenburg                       | Die eingeschoßige Turnhalle vis-à-vis der Hauptschule wurde 1900 erbaut. | BDA-Hist.: Q38093415 Status: § 2a Stand der BDA-Liste: 2025-06-30 Name: Turnhalle GstNr.: 122/1 |
| ja   | Datei hochladen | Wetterhäuschen HERIS-ID: 60869 Objekt-ID: 73251                                                    | bei Schulgasse 2 Standort KG: Herzogenburg                      | Das Wetterhäuschen wurde laut Sockelinschrift im Jahre 1908 errichtet. | BDA-Hist.: Q38093403 Status: § 2a Stand der BDA-Liste: 2025-06-30 Name: Wetterhäuschen GstNr.: 1281/5 |
| ja   | Datei hochladen | Volksschule HERIS-ID: 60867 Objekt-ID: 73249                                                       | Schulgasse 2 Standort KG: Herzogenburg                          | Der zweigeschoßige, dreiflügelige Bau wurde 1906 errichtet. | BDA-Hist.: Q38093366 Status: § 2a Stand der BDA-Liste: 2025-06-30 Name: Volksschule GstNr.: 1278/2 Volksschule Herzogenburg |
| ja   | Datei hochladen | Anlage Augustiner Chorherrenstift Herzogenburg HERIS-ID: 82526 Objekt-ID: 96355                    | Stiftsgasse 1, u. a. Standort KG: Herzogenburg                  | Das Stift wurde 1112 durch Ulrich I. von Passau in St. Georgen an der Traisen am Zusammenfluss der Traisen mit der Donau gegründet und 1244 nach Herzogenburg verlegt. In der ersten Hälfte des 18. Jahrhunderts erfolgte ein weitgehender Neubau des Stiftes, inklusive der Kirche, und erhielt dabei im Wesentlichen sein heutiges Erscheinungsbild. | BDA-Hist.: Q368261 Status: § 2a Stand der BDA-Liste: 2025-06-30 Name: Anlage Augustiner Chorherrenstift Herzogenburg GstNr.: 7, 1368, .1, .2/1, .2/2, .178, .180, .184, 1, 2, 3/1, 4/1, 4/2, 6, 8/1, 8/2, 9, 34/1, .181, .183, .322, 1305/2, 1305/4 Stift Herzogenburg |
| ja   | Datei hochladen | Figurenbildstock hl. Johannes Nepomuk HERIS-ID: 60886 Objekt-ID: 73268 marterl.at: 18762           | Traisenbrücke Standort KG: Herzogenburg                         | Die Statue an der Traisenbrücke stammt aus dem ersten Viertel des 18. Jahrhunderts. | BDA-Hist.: Q38093505 Status: § 2a Stand der BDA-Liste: 2025-06-30 Name: Figurenbildstock hl. Johannes Nepomuk GstNr.: 1307/5 |
| ja   | Datei hochladen | Bürgerhaus HERIS-ID: 34063 Objekt-ID: 31973                                                        | Wiener Straße 7 Standort KG: Herzogenburg                       | | BDA-Hist.: Q37955902 Status: Bescheid Stand der BDA-Liste: 2025-06-30 Name: Bürgerhaus GstNr.: 25 Bürgerhaus Wiener Straße 7, Herzogenburg |
| ja   | Datei hochladen | Pestsäule HERIS-ID: 60873 Objekt-ID: 73255 marterl.at: 21282                                       | bei Wiener Straße 23 Standort KG: Herzogenburg                  | Die Pestsäule hat einen Tabernakelaufsatz mit Inschrift und der Bezeichnung 1638. | BDA-Hist.: Q38093436 Status: § 2a Stand der BDA-Liste: 2025-06-30 Name: Pestsäule GstNr.: 1307/4 Pestsäule (Herzogenburg) |
| ja   | Datei hochladen | Stadtmauer HERIS-ID: 61598 Objekt-ID: 74019                                                        | Standort KG: Herzogenburg                                       | Die Ringmauer wurde von 1477 bis 1529 mit ursprünglich 11 Rundtürmen um die beiden Siedlungskerne Oberer Markt und Unterer Markt sowie um das Stift aus Bruchstein und Ziegeln errichtet und war mit Schießscharten versehen. 1866 erfolgte die Schleifung des Kremser-, St.-Pöltner- und Wienertors, danach kam es zu mehrfachen Mauerdurchbrüchen im Westen und im Süden, Schleifung von Rundtürmen und Aufschüttung von Wehrgräben. Im Norden ist die Ringmauer in geschlossener Form mit Wehrgraben, Au-Tor (1732 umgebaut) sowie mit einem mit 1598 bezeichneten Rundturm erhalten. Im Nordosten, Osten und fragmentiert im Westen sind noch Reste der Stadtmauer, teilweise mit Rundtürmen erhalten.                                                                           | BDA-Hist.: Q38096508 Status: Bescheid Stand der BDA-Liste: 2025-06-30 Name: Stadtmauer GstNr.: 134/6, .144/2, 17, 150/8, 143, 115, .147, 113, .145, .144/1, 111, .142, .141, 1, 4/1, 4/2, 6, 9, 126/2, 14/1, 116, 109, .140, 130, 146, 13, .792, 15/2, .1, .2/1, 150/1, 18, 140/2, .200, 124, .157, 67, .32, 142, 138, .45, 136, 1305/2, 125/2, .313 City wall Herzogenburg |
| ja   | Datei hochladen | Fundzone Pfaffing HERIS-ID: 112232 Objekt-ID: 130305                                               | Pfaffing Standort KG: Oberndorf in der Ebene                    | Bei Rettungsgrabungen im Zuge der Errichtung eines Schnellstraßenzubringers wurde in den 1980er Jahren ein keltisches Gräberfeld mit Bestattungen von der Hallstatt- bis zur Latènezeit freigelegt. | BDA-Hist.: Q37829766 Status: Bescheid Stand der BDA-Liste: 2025-06-30 Name: Fundzone Pfaffing GstNr.: 559, 560, 561/1, 561/2, 562, 563, 564, 565, 566, 569/2, 570/1, 570/2 |
| ja   | Datei hochladen | Ortskapelle Ossarn HERIS-ID: 59070 Objekt-ID: 70036                                                | bei Ossarner Hauptstraße 57 Standort KG: Ossarn                 | Die Ortskapelle von Ossarn (Patrozinium: hl. Anna), 1750 als „hölzerne Säule mit Glöckl“ erstmals urkundlich erwähnt, erhielt 1769 ihr heutiges Aussehen. | BDA-Hist.: Q1341810 Status: § 2a Stand der BDA-Liste: 2025-06-30 Name: Ortskapelle GstNr.: .36 |
| ja   | Datei hochladen | Volksschule HERIS-ID: 50612 Objekt-ID: 55741                                                       | Berggasse 1 Standort KG: St. Andrä an der Traisen               | | BDA-Hist.: Q38041181 Status: § 2a Stand der BDA-Liste: 2025-06-30 Name: Volksschule GstNr.: .111 |
| ja   | Datei hochladen | Altes Forsthaus HERIS-ID: 82975 Objekt-ID: 96835                                                   | Berggasse 10 Standort KG: St. Andrä an der Traisen              | | BDA-Hist.: Q38179657 Status: § 2a Stand der BDA-Liste: 2025-06-30 Name: Altes Forsthaus GstNr.: .19 |
| ja   | Datei hochladen | Figurenbildstock hl. Johannes Nepomuk HERIS-ID: 60910 Objekt-ID: 73295 marterl.at: 11663           | bei Birkengasse 4 Standort KG: St. Andrä an der Traisen         | Ein Bildstock aus dem ersten Viertel des 18. Jahrhunderts. | BDA-Hist.: Q38093600 Status: § 2a Stand der BDA-Liste: 2025-06-30 Name: Figurenbildstock hl. Johannes Nepomuk GstNr.: 1028/1 Johannes Nepomuk St. Andrä an der Traisen |
| ja   | Datei hochladen | Bildstock HERIS-ID: 60905 Objekt-ID: 73290                                                         | bei Gärtnergasse 7 Standort KG: St. Andrä an der Traisen        | | BDA-Hist.: Q38093568 Status: § 2a Stand der BDA-Liste: 2025-06-30 Name: Bildstock GstNr.: 1045/1 Wayside shrine 1045-1, St. Andrä an der Traisen |
| ja   | Datei hochladen | Geriatriezentrum der Stadt Wien, ehem. Augustiner-Chorherrenstift HERIS-ID: 50613 Objekt-ID: 55742 | Marienplatz 1 Standort KG: St. Andrä an der Traisen             | Das erste Kloster in St. Andrä wurde im 12. Jahrhundert gestiftet. Im Verlauf des Mittelalters und der frühen Neuzeit wurde es mehrfach zerstört, zuletzt 1683 im Dreißigjährigen Krieg. 1711 begann der Wiederaufbau in barockem Stil und mit prunkvoller Ausstattung. Die neue Klosterkirche (heute Pfarrkirche) wurde 1729 auf den Apostel Andreas geweiht. Aufgrund hoher Schulden verlor das Stift seine Selbständigkeit, ging in die Verwaltung des Stiftes Herzogenburg über und wurde 1782 aufgelöst. Die meisten Wertgegenstände und die Bibliothek wurden zur Deckung der Schulden versteigert. Nach Jahren wechselnder Nutzung wurde im Klostergebäude ein Geriatriezentrum untergebracht. Nach dessen Schließung übernahm die Stadt Ende 2015 die Verwaltung des Areals. | BDA-Hist.: Q1258052 Status: § 2a Stand der BDA-Liste: 2025-06-30 Name: Geriatriezentrum der Stadt Wien, ehem. Augustiner-Chorherrenstift GstNr.: 7/3 Stift Sankt Andrä an der Traisen |
| ja   | Datei hochladen | Mariensäule HERIS-ID: 60906 Objekt-ID: 73291 marterl.at: 13730                                     | Marienplatz 1 Standort KG: St. Andrä an der Traisen             | Statue der Maria Immaculata auf hohem vierseitigem Sockel mit drei Reliefs, bezeichnet 1710. | BDA-Hist.: Q38093574 Status: § 2a Stand der BDA-Liste: 2025-06-30 Name: Mariensäule GstNr.: 5/2 Mariensäule, St. Andrä an der Traisen |
| ja   | Datei hochladen | Mauern um den Kirchplatz HERIS-ID: 60908 Objekt-ID: 73293                                          | Marienplatz 1 Standort KG: St. Andrä an der Traisen             | Der Mauerzug verläuft südwestlich der Kirche, im Friedhofsareal sowie den Marienplatz umschließend, wo sich auch ein Rundturm befindet. Weitere Teile des Mauerzugs verlaufen südwestlich der Klosteranlage weitläufig bis zur Traisenau. | BDA-Hist.: Q38093591 Status: § 2a Stand der BDA-Liste: 2025-06-30 Name: Mauern um den Kirchplatz GstNr.: 4/1, 5/2, 60 |
| ja   | Datei hochladen | Pfarrhof, ehem. Meierhof HERIS-ID: 50614 Objekt-ID: 55743                                          | Marienplatz 3 Standort KG: St. Andrä an der Traisen             | Der ehemalige Meierhof des Chorherrenstiftes St. Andrä an der Traisen wurde 1795 zu einem Pfarrhof umgewandelt. | BDA-Hist.: Q64512918 Status: § 2a Stand der BDA-Liste: 2025-06-30 Name: Pfarrhof, ehem. Meierhof GstNr.: .3 Pfarrhof, St. Andrä an der Traisen |
| ja   | Datei hochladen | Kath. Pfarrkirche hl. Andreas (ehem. Stiftskirche) und Friedhof HERIS-ID: 50615 Objekt-ID: 55744   | Marienplatz 1 Standort KG: St. Andrä an der Traisen             | Die ehemalige Klosterkirche des Augustiner-Chorherrenstifts und heutige Pfarrkirche, ein barocker Bau, der vielfach Josef Munggenast zugeschrieben wird, wurde 1726 begonnen und 1729 auf den Apostel Andreas geweiht. Der barocke Turm brannte 1856 ab und wurde durch eine Notüberdachung gesichert, eine Wiederherstellung erfolgte nicht. | BDA-Hist.: Q64512919 Status: § 2a Stand der BDA-Liste: 2025-06-30 Name: Kath. Pfarrkirche hl. Andreas (ehem. Stiftskirche) und Friedhof GstNr.: .47, 9/2 Pfarrkirche hl. Andreas, St. Andrä an der Traisen |
| ja   | Datei hochladen | Flur-/Wegkapelle HERIS-ID: 60913 Objekt-ID: 73298                                                  | St. Andräer Ortsstraße 64 Standort KG: St. Andrä an der Traisen | Im Kern aus dem 18. Jahrhundert. 1910 erfolgte ein Anbau mit Dreiecksgiebel und getrepptem Schnittmotiv. | BDA-Hist.: Q38093609 Status: § 2a Stand der BDA-Liste: 2025-06-30 Name: Flur-/Wegkapelle GstNr.: 1038/3 Wayside shrine Ortsstraße, St. Andrä an der Traisen |
| ja   | Datei hochladen | Fundzone Unter der Gstetten HERIS-ID: 58390 Objekt-ID: 69059                                       | Unter der Gstetten Standort KG: St. Andrä an der Traisen        | | BDA-Hist.: Q38082967 Status: Bescheid Stand der BDA-Liste: 2025-06-30 Name: Fundzone Unter der Gestetten GstNr.: 126, 790/2, 128, 130, 127, 129, 124 |
| ja   | Datei hochladen | Bildstock, Lorenzikreuz HERIS-ID: 60920 Objekt-ID: 73305 marterl.at: 21300                         | Unterhameten 9 Standort KG: St. Andrä an der Traisen            | Der barocke Bildstock aus der Zeit um 1660, geweiht auf den hl. Laurentius von Rom, hat einen hohen rechteckigen Schaft mit aufgemalten Faschen und vorspringender Deckplatte, auf dem ein quaderförmiges Tabernakel mit Dreiecksgiebel ruht. In einer Nische im Schaft befindet sich ein auf Blech gemaltes polychromes Bild des neugeborenen Jesus Christus mit seiner Mutter Maria, umgeben von Engeln. In der Nische des Tabernakels ist ein ebenfalls polychromes Winterbild der Wallfahrtskirche St. Andrä zu sehen. Der Giebel zeigt ein Bildnis des Allsehenden Auges Gottes. Über dem Ziegeldach ist ein Blechschnitt des hl. Laurentius mit seinen Attributen zu sehen. | BDA-Hist.: Q38093659 Status: § 2a Stand der BDA-Liste: 2025-06-30 Name: Bildstock, Lorenzikreuz GstNr.: 1165 Lorenzikreuz, St. Andrä an der Traisen |
| ja   | Datei hochladen | Kellerschlössel und Kellerstöckl, St.-Johannes-Keller HERIS-ID: 59072 Objekt-ID: 70038             | Wielandsthal 1 Standort KG: Wielandsthal                        | St.-Johannes-Keller des Stiftes Herzogenburg: Kellerschlössel (Presshaus), stattlicher zweigeschoßiger Bau unter Walmdach, 1725–1730 auf einer Hügelkuppe errichtet. Zweigeschoßiges Kellerstöckl, 1739 errichtet. | BDA-Hist.: Q38085825 Status: § 2a Stand der BDA-Liste: 2025-06-30 Name: Kellerschlössel und Kellerstöckl, St.-Johannes-Keller GstNr.: 3/1, .30 Kellerschlössel Wielandsthal |
| ja   | Datei hochladen | Ortskapelle Wielandsthal HERIS-ID: 60896 Objekt-ID: 73279                                          | gegenüber von Wielandsthal 42 Standort KG: Wielandsthal         | Die Ortskapelle in Wielandsthal ist ein kleiner neogotischer Bau mit Strebepfeilern und Dachreiter aus dem späten 19. Jahrhundert. | BDA-Hist.: Q38093530 Status: § 2a Stand der BDA-Liste: 2025-06-30 Name: Ortskapelle GstNr.: .42 Ortskapelle Wielandsthal |
| ja   | Datei hochladen | Tabernitius-Kreuz HERIS-ID: 60901 Objekt-ID: 73284 marterl.at: 11664                               | bei Wielandsthal 53 Standort KG: Wielandsthal                   | Wegkapelle von 1752 mit modernem Sgraffito am östlichen Ortsrand. | BDA-Hist.: Q38093550 Status: § 2a Stand der BDA-Liste: 2025-06-30 Name: Tabernitius-Kreuz GstNr.: 285 |